# ديفيد سواريز
ديفيد سواريز (بالفرنسية: David Suarez)‏ هو لاعب كرة قدم فرنسي في مركز الهجوم، ولد في 9 يونيو 1979 في مدينة روديز في فرنسا. لعب مع نادي أرليه أفينيون ونادي أميان ونادي باستيا ونادي تولوز ونادي روديز ونادي سيدان ونادي غانغون ونادي فان ونادي كان.

## وصلات خارجية
- ديفيد سواريز على موقع رابطة كرة القدم الفرنسية للمحترفين (الإنجليزية)
- ديفيد سواريز على موقع قاعدة بيانات كرة القدم.إي يو (الإنجليزية)
- ديفيد سواريز على موقع ليكيب (الفرنسية)